# Römische Straße von Silchester nach Bath

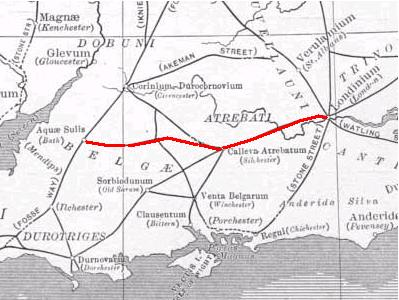
Der römische Straßenverlauf von Londinium (London) nach Aquae Sulis (Bath)

Die römische Straße von Silchester nach Bath verband Calleva Atrebatum bei Silchester  mit Aquae Sulis (Bath) über Spinae (heute Speen) und Cunetio. Sie war die Fortsetzung des Devil’s Highway, der Londinium (London) mit Calleva Atrebatum verband.
Teile der Straße sind heute noch erkennbar, während sie in anderen Teilen völlig unsichtbar ist. Die Straße war eine wichtige Ost-West Straße für Reisende und das Militär im Südosten Englands vom 1. Jahrhundert nach Christus bis zum 5. Jahrhundert. Die Straße wurde auch im Mittelalter genutzt.